# Erannis pallidata
Erannis pallidata là một loài bướm đêm trong họ Geometridae.